# Katgihalli, Yelbarga
Katgihalli là một làng thuộc tehsil Yelbarga, huyện Koppal, bang Karnataka, Ấn Độ.